# Vlahovo (Žitorađa)
Pour les articles homonymes, voir Vlahovo.
Vlahovo (en serbe cyrillique : Влахово) est un village de Serbie situé dans la municipalité de Žitorađa, district de Toplica. Au recensement de 2011, il comptait 488 habitants.

## Démographie
| 1948 | 1953 | 1961 | 1971 | 1981 | 1991 | 2002 | 2011 |
| ---- | ---- | ---- | ---- | ---- | ---- | ---- | ---- |
| 650  | 674  | 699  | 658  | 627  | 581  | 506  | 488  |

|  |